# فرانثيسكو دي فيتوريا
فراي فرانثيسكو دي فيتوريا (بالإسبانية: Francisco de Vitoria)‏ كاتب وأستاذ جامعي بمدرسة سلامانكا، وُلد في برغش فيما بين عامي 1483 و1486. اشتهر بأفكاره وإسهاماته المميزة في القانون الدولي والاقتصاد الأخلاقي على أساس الفكر الإنساني في الواقعية الأرسطوية.

## حياته
وُلد فرانثيسكو دي فيتوريا في برغش في 12 أغسطس عام 1486، من عائلة تنحدر من فيتوريا. التحق بالرهبنة الدومينيكانية عام 1504، والتي مارست نفوذًا كبيرًا في ذلك الوقت وفي السنوات اللاحقة. تلقى، منذ منذ صباه، تعليم إنساني جيد. كانت الكرامة والمشاكل الأخلاقية في حالة الإنسان هي المحور التي تدور حوله كل أعماله. كان مأثرًا، بشكل خاص، بإسهاماته في الحقوق، كما أنها كانت لديها انعكاسًا كبيرًا في دراساته عن الإلهيات والجوانب الأخلاقية للاقتصاد. لم يكتب، بشكل شخصي، كل أعماله، بل كانت تصل مُجمعة من قبل طلابه أو سكرتيرتاته، بدءًا من الدروس والتكرارات التي تُلخص كورسات نهاية العام. وقد أثمرت طرق تدريسه ومناهجه التربوية في شكل العديد من علماء الدين والفقهاء والأكاديميين، إما أن يكونوا قد درسوا معه بشكل مباشر أو تأثروا بنظرياته مثل ميلكور كانو ودومينجو بانيث ودومينجو دي سوتو وفرانثيسكو سواريث، من بين آخرين، مُكونًا مدرسة سالامانكا، التي كانت معقل اللاهوتين والمفكرّين الإسبان والبرتغاليين ومنارة اللاهوت والفلسفة المسيحية خلال عصر النهضة.
تم إرساله إلى باريس، حيث درس الفنون واللاهوت. ثم عاد إلى إسبانيا في عام 1523 ليعمل أستاذًا للاهوت في كلية سان جريجوريو في بلد الوليد، حتى أصبح في عام 1526 أستاذا للاهوت في جامعة سلامنكا. قدم الخلاصة اللاهوتية لتوما الأكويني، كونه كتابًا أساسيًا عن اللاهوت. وبما أنه منذ ذلك الحين، كانت جامعة سلامنكا تُعد واحدة من أعرق الجامعات في إسبانيا وأوروبا، اعتمدت التوماوية من قبل الآخرين، وتم نشر الواقعية الفلسفية.

## وصلات خارجية
- فرانثيسكو دي فيتوريا على موقع الموسوعة البريطانية (الإنجليزية)